# Аллейн, Джозеф
Джозеф Аллейн (англ. Joseph Alleine; крещён 8 апреля 1634, Девизес, графство Уилтшир, Англия — 17 ноября 1668) — английский священнослужитель, проповедник, богослов, нонконформист, автор многих религиозных произведений.

## Биография
В апреле 1649 года поступил в Линкольн-колледж в Оксфорде, затем в 1651 году продолжил учёбу в Колледже Корпус-Кристи там же. В июле 1653 года получил степень бакалавра богословия и стал преподавателем и капелланом колледжа Корпус-Кристи, уделяя много времени проповедям в окружной тюрьме, навещая больных и помогая бедным.
Позже был рукоположен и с 1655 года служил помощником пастора церкви Святой Марии Магдалины в Тонтоне. Большую часть своей жизни посвящал пастырской деятельности, обучению прихожан Катехизису.
В 1662 году оказался среди изгнанных священников-нонконформистов, но увеличил свою проповедническую деятельность. Полагая, что у него мало времени, он в среднем читал до двух проповедей в день в течение следующих девяти месяцев, пока не был арестован и брошен в тюрьму. Его тюрьма превратилась в кафедру, когда Аллейн проповедовал толпе через решетку. Освобожденный через год, он продолжил проповедовать. 10 июля 1666 года был арестован во второй раз во время проповеди и снова заключён в тюрьму. Освобождённый после второго заключения, провёл последние годы жизни в опасности ареста. В конце концов здоровье Аллейна пошатнулось. Умер в возрасте тридцати четырёх лет.

## Избранные сочинения
- A Call to Archippus, 1664
- An Alarme to Unconverted Sinners, London, 1672
- Divers Practical Cases of conscience, Satisfactorily Resolved, London, 1672
- A Most Familiar Explanation of the Assemblies Shorter Catechism, London, 1672
- Mr. Joseph Alleines Directions, for Covenanting vvith God, London, 1674
- Remaines, London, 1674
- The True Way to Happiness, London, 1675
- A Sure Guide to Heaven: or An Earnest Invitation to Sinners to Turn to God, London, 1688
- Hyfforddwr Cyfarwydd I’r Nefoedd, London, 1693
- Christian Letters Full of Spiritual Instructions, London, [1700?]
- Mr. Joseph Alleine’s Rules for Self-Examination, Boston, [174?]
- The Saint’s Pocket-Book, Glasgow, 1742
- The Works of the Truly Pious and Learned Mr Joseph Allan, Edinburgh, 1752
- Useful Questions, Whereby a Person may Examine himself Every Day, Philadelphia, 1753
- The Shorter Catechism Agreed Upon by the Reverend Assembly of Divines at Westminster. To Which is Added, Some Serious Questions very Proper for True Christians to Ask Themselves Every Day, by the Late Reverend Mr.Joseph Allaine. Also a Cradle Hymn, by the Reverend Dr. Isaac Watts, New-London, 1754
- The Voice of God in His Promises, London, 1766
- The Believer’s Triumph in God’s Promises, London, 1767
- A Remedy of God’s Own Providing for a Sinner’s Guilty Conscience, London, 1770?
- An Admonition to Unconverted Sinners, (London, 1771)
- Earail Shurachdach Do Pheacaich Neo-Iompaichte, Dunedin, 1781
- An Abridgement of Alleine’s Alarm to Unconverted Sinners, London, 1783
- Joseph Alleins Grundlegung zum thatigen Christenthum, Lancaster, 1797
- An Earnest Invitation to the Reader to Turn to God, Grantham, 1799
- A Sure Guide To Heaven, ISBN 0-85151-081-7, ISBN 978-0-85151-081-1
- An Alarm to the Unconverted, ISBN 1-878442-21-X, ISBN 978-1-878442-21-5